# Avenida da Associação Empresarial de Portugal
A Avenida da Associação Empresarial de Portugal ou Avenida AEP é uma via urbana na cidade de Porto, em Portugal.
Integra o IC 1 que faz a ligação entre a Via de Cintura Interna, no nó de Francos, e a A28, na zona de Matosinhos, perto do hipermercado Continente. A avenida é atravessada pela Estrada da Circunvalação na Rotunda AEP.

## Origem do nome
O atual nome da via foi dado em 1999, quando a Associação Empresarial de Portugal comemorou o seu 150.º aniversário.

## História
A Avenida AEP, outrora Via do Marechal Carmona (Via Rápida) e posteriormente Avenida AIP (Avenida da Associação Industrial Portuense), permitia, não há muitos anos, que nela circulassem peões e bicicletas: era então possível ir a pé, em pouco mais de meia-hora, da Rotunda da Boavista à Senhora da Hora, em Matosinhos. E o caminho, apesar de cruzar uma zona industrial, nem era desagradável de todo: a sombra dos plátanos era generosa, e a via para peões e ciclistas estava bem resguardada do restante tráfego. Mas aos poucos tudo foi mudando, a avenida passou a ser parte de um IC, mais tarde renomeado A28, construíram-se acessos e nós de auto-estrada, abriram-se passagens desniveladas, eliminaram-se passeios.

## Acessos
- Estação Ramalde (500 m para E)